# Melamphaes parvus
Melamphaes parvus är en fiskart som beskrevs av Ebeling 1962. Melamphaes parvus ingår i släktet Melamphaes och familjen Melamphaidae. Inga underarter finns listade i Catalogue of Life.